# Charles Gavan Duffy
Charles Gavan Duffy (Monaghan, 12 aprile 1816 – Nizza, 9 febbraio 1903) è stato un poeta e politico irlandese.
Dopo il fallimento del movimento della Giovane Irlanda emigrò in Australia e divenne primo ministro dello Stato di Victoria.